# Microtus liechtensteini
Microtus liechtensteini е вид бозайник от семейство Хомякови (Cricetidae).

## Разпространение
Видът е разпространен в Централна и Източна Европа, от Северна Италия до Австрия, Словения и Хърватия.